# Obserwatorium Astronomiczne w Uppsali

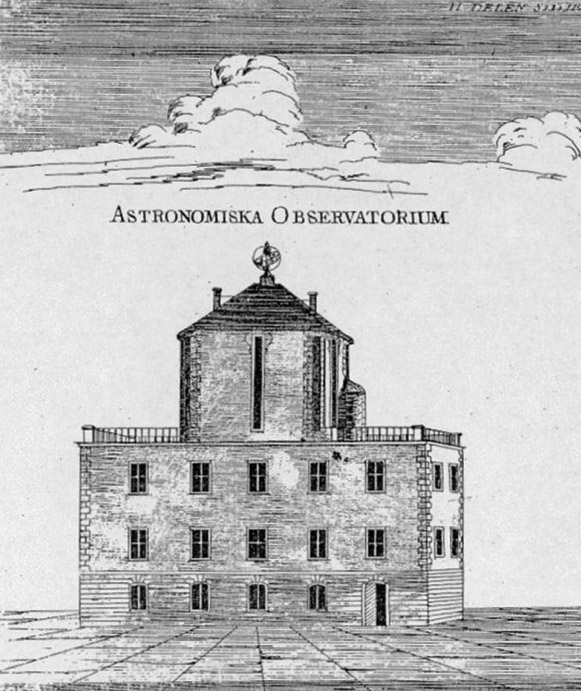
Dom Andersa Celsiusa w Uppsali. Ilustracja z książki A description of Upsala J.B. Busser (1769)

Obserwatorium Astronomiczne w Uppsali (UAO; Uppsala astronomiska observatorium) – obserwatorium astronomiczne zlokalizowane w Uppsali w Szwecji, założone w 1740 roku przez Andersa Celsiusa jako samodzielna katedra Uniwersytetu w Uppsali. Obserwacje prowadzone były z wieży średniowiecznego kamiennego budynku. Wieża została zniszczona w 1857 roku. 
Kolejny budynek wybudowano w latach 1844-1852 dzięki staraniom Gustafa Svanberga. W jego otwarciu latem 1853 brali udział Friedrich Georg Wilhelm von Struve oraz Friedrich Wilhelm August Argelander.
W XIX wieku obserwatorium kierował i prowadził w nim badania Anders Jonas Ångström, a później także jego syn Knut Johan Ångström. 
W roku 2000 Obserwatorium zostało połączone z Instytutem Fizyki Kosmosu tworząc Wydział Astronomii i Fizyki Kosmosu. Ze względu na zanieczyszczenie świetlne i rozbudowę Uppsali zmieniono też jego lokalizację. 
W obserwatorium pracowali m.in. Carl Charlier, Bertil Lindblad, Knut Lundmark, Yngve Öhman i Herman Schultz.